# Belägringen av Veracruz
Belägringen av Veracruz ägde rum från 9 till 29 mars 1847 under mexikansk-amerikanska kriget. Hamnstaden Veracruz, på den mexikanska ostkusten, belägrades av en amerikansk styrka på 12 000 man under Winfield Scotts befäl. Den 3 600 man starka garnisonen, under Juan Esteban Morales, höll stånd i 20 dagar innan man tvingades till kapitulation den 29 mars.

## Belägringen
Staden skyddades från sjösidan av fästningen Fort San Juan de Ulúa, som var bestyckat med 135 kanoner och hölls av en garnison på 3 360 man. Staden var dessutom omgiven av en stadsmur som var över 4 meter hög.
Den 9 mars, i skydd av mörkret, landsteg en amerikansk armé på 12 000 man under befäl av Winfield Scott i närheten av Veracruz och inledde omedelbart en belägring av staden. De mexikanska styrkorna i området omkring Veracruz bjöd endast på svagt motstånd och tre dagar efter landstigningen hade staden inringats av Scotts trupper. Det amerikanska artilleriet under kapten Robert E. Lee påbörjade nu ett bombardemang av fästningen, som besvarade elden.
Den 24 mars tillfångatog amerikanerna en mexikansk kurir, som avslöjade att Antonio López de Santa Anna hade lämnat Mexico City med förstärkningar för att häva belägringen. Detta oroade Scott som intensifierade bombardemanget av Veracruz. Den 25 mars började garnisonen förhandla om kapitulation.
Den 29 mars kapitulerade fästningen för amerikanerna efter 20 dagars belägring.